# Mieza (Salamanca)
Mieza es un municipio y localidad española de la provincia de Salamanca, en la comunidad autónoma de Castilla y León. Se integra dentro de la comarca de Vitigudino y la subcomarca de La Ribera (Las Arribes). Pertenece al partido judicial de Vitigudino.
Su término municipal está formado por un solo núcleo de población, ocupa una superficie total de 34,82 km² y según los datos demográficos recogidos en el padrón municipal elaborado por el INE en el año 2017, cuenta con una población de 222 habitantes.
Sus vistas de las arribes del Duero lo convierten en un pueblo especialmente turístico dentro del parque natural de Arribes del Duero.

## Geografía
Mieza se encuentra situada en el noroeste salmantino. Hace frontera con Portugal. Dista 96 km de Salamanca capital. 
Se integra dentro de la comarca de La Ribera. Pertenece a la Mancomunidad Centro Duero y al partido judicial de Vitigudino.
Su término municipal se encuentra dentro del parque natural de Arribes del Duero, un espacio natural protegido de gran atractivo turístico.
| Noroeste: Fornos (Portugal) | Norte: Salto de Aldeadávila | Nordeste: Aldeadávila de la Ribera |
| Oeste: Mazouco (Portugal)   |                             | Este: La Zarza de Pumareda         |
| Suroeste: Vilvestre         | Sur: Vilvestre              | Sureste: Cerezal de Peñahorcada    |

## Historia

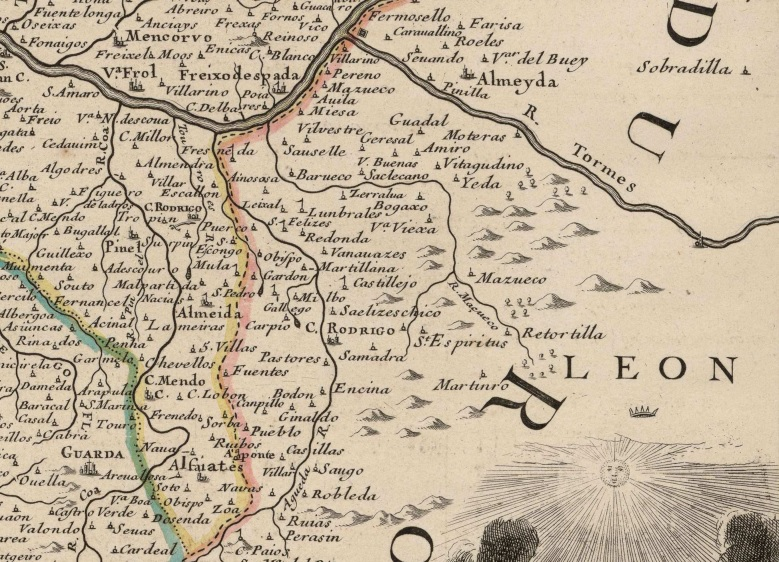
Detalle del oeste salmantino en un mapa del, en el que se puede observar Mieza (escrito Miesa)

Su historia, al igual que el resto de localidades salmantinas fronterizas con Portugal y ribereñas del Duero, pertenecieron durante la Edad Media al concejo de Ledesma, y a una serie de señores medievales o de realengo, dentro del Reino de León. La zona de arribes fue fortificada antes del Tratado de Alcañices para defender la frontera leonesa frente a Portugal, que se había independizado en 1143 de León: hubo castillos y fortalezas en Vilvestre, Barruecopardo (anterior a 1212), Mieza, Aldeadávila (se conserva la Torre del Homenaje reconvertida), Pereña y Masueco. Parte de ellos pasaron al infantado de don Pedro de Molina hacia 1252.
Repoblado por los monarcas leoneses, Mieza fue señorío de realengo bajo el reinado de Alfonso IX de León, pasando a pertenecer posteriormente al condado de Ledesma, al que pertenecía el Sexmo de Mieza en el siglo XVIII.

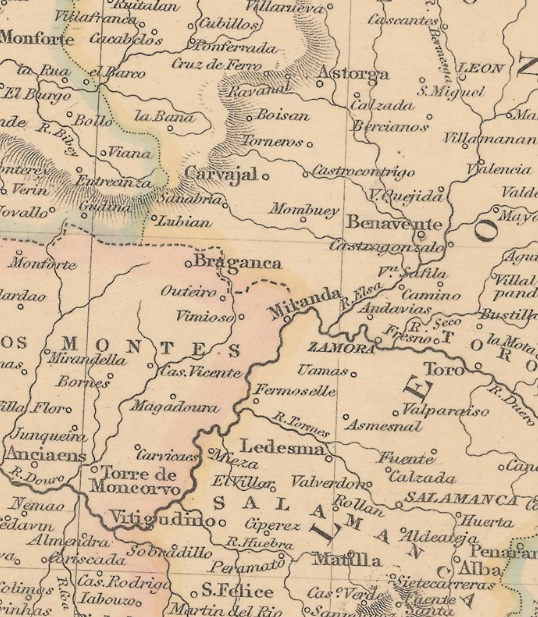
Detalle del mapa Spain and Portugal, de 1838, por John Betts, en el que se puede apreciar Mieza

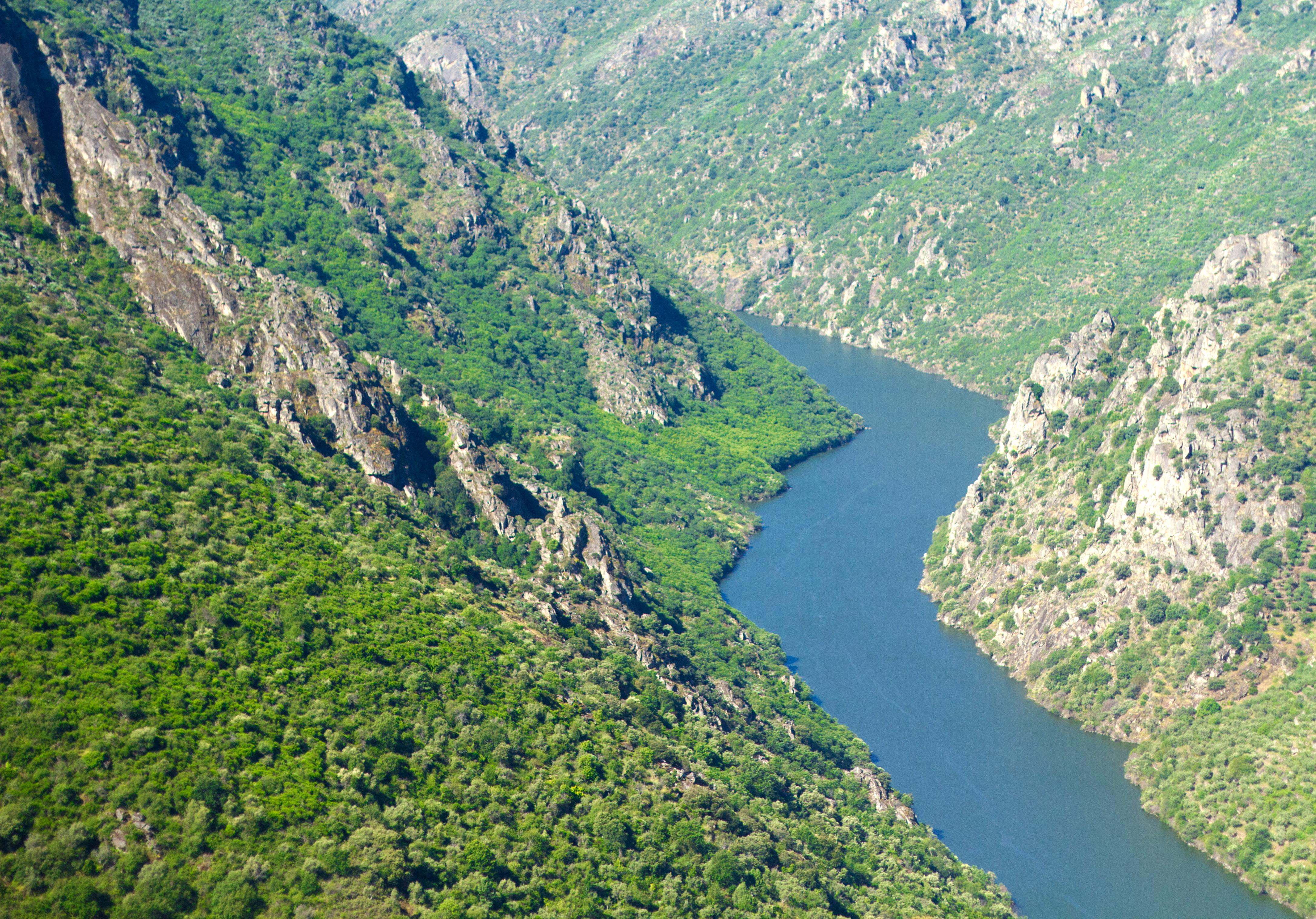
El almezal de Mieza, vistas desde el mirador del Colagón del Tío Paco

Coincidiendo con el Tratado de Alcañices, se nos dice que el concejo de Ledesma pertenecía al señorío del infante Don Pedro (1297). Posteriormente, en 1313 y 1315, en la celebración de las Cortes de Castilla y León en Burgos, las aldeas de Dieza, Aldea de Ávila, Cabeza de Furamontanos, Pereña y Villarino de Arias piden al nuevo monarca su restitución al concejo de Ledesma, con todos sus derechos, a lo que la Regencia del reino accede. Este antiguo texto hace pensar que estas aldeas fueron fortificadas en dicha época,para evitar nuevas ocupaciones portuguesas como las que realizó en 1296 el rey portugués dom Dinis. Se confirma la cesión de «la Rivera salmantina» al concejo de Ledesma en las Cortes de Valladolid de 1322, ya muerto el infante Don Pedro, y despojado de sus derechos su heredero Sancho. Durante los reinados de Alfonso XI, Pedro I y Enrique II la zona vuelve a ser señorío y a tener sentido militar, a partir de 1341. El territorio es donado a una sucesión de infantes bastardos, y futuras reinas y reyes entre ellos el infante Fernando Alfonso, o la reina Leonor de Alburquerque, que casó con Fernando I de Aragón en 1393, uniéndose su señorío al de las cinco villas.
La segunda mitad del siglo XV conoce una gran prosperidad en la zona, y una redistribución de la población dentro del concejo de Ledesma; los núcleos más habitados son: Ledesma, Aldeadávila, Villarino, Pereña, y Masueco y Mieza. Hacia 1500 se crea la Roda de Mieza con un amplio territorio bajo su jurisdicción y derecho a un escribano de número del concejo. Debido a la alta población, hacia 1534-censos de Tomás González- hay una nueva reditribución de Rodas, y la de Villarino se divide en dos, creándose una nueva: la Roda de Mazuecos. Se ha discutido sobre el significado del término Roda, asimilándolo a 'rueda' o 'campo'.
Con la creación de las actuales provincias en 1833, Mieza, junto al resto de La Ribera, quedó incluido en la provincia de Salamanca, dentro de la Región Leonesa, pasando a formar parte del partido judicial de Vitigudino en 1844.

### Mieza en los documentos históricos
Otro sí que las villas é los logares que fueron de Don Alfonso fijo del Infante Don Fernando, é de Don Sancho fijo del Infante Don Pedro, que son Beiar, é Montemaior, é Miranda, é Granada, é Galisteo, é Alba, é Salvatierra é Ledesma con todos sus términos, que estas dichas villas que non sean dadas a Reynas, nin á infanzones, nin a ricos omes, nin á érdenes, nin á cavalleros, nin a los dichos Don Alfonso nin a Don Pedro que se lama fijo de Don Sancho, nin a ninguno de los regnos nin de fuera de los regnos, nin sean metidos á juicio, más que finquen Reales segunt en tiempo del Rey Don Fernando que ganó a Sevilla. Otrosí confirmamos al concejo de Ledesma que haian sus aldeas que son estas: Penna, Villarino, Darios, La Cabeza de fuera mercados, Aldea de Ávila, Mieza... Pereña, Villarino, Corporario, La Cabeza de Framontanos, Aldeadávila, Mieza. Representaron al Concejo de Ledesma en esta Hermandad los caballeros: García Suárez y Alfonso Phelipe (Mss de Salazar: Gonzalo Johannes y Alfonso Felipes).
Cortes de Burgos (1), 22 de julio de 1315.

Tomando hacia el este desde el pueblo, en el punto llamado Mirador de la Code, se admira el cañón que forma el río Duero, frente a Portugal. Hay también otros riscos con vistas sobre el Duero, como el Mirador del Águila, al suroeste de la localidad, y el Mirador del Cura, más al sur aún.
El sendero de Gran Recorrido GR-14 atraviesa Mieza. Siguiendo hacia el sur se llega a Vilvestre tras un recorrido suave. Tomando hacia el norte, se baja por los riscos de las arribes del Duero casi hasta el Duero y se llega al Poblado del Salto de Aldeadávila, junto a la Presa de Aldeadávila, en Aldeadávila de la Ribera.

## Demografía
Mieza cuenta con una población de 176 habitantes (INE 2024).
| Gráfica de evolución demográfica de Mieza entre 1842 y 2021                                                         |
| |
| Población de derecho según los censos de población del INE Población de hecho según los censos de población del INE |

Según el Instituto Nacional de Estadística, Mieza tenía, a 31 de diciembre de 2018, una población total de 208 habitantes, de los cuales 103 eran hombres y 105 mujeres. Respecto al año 2000, el censo refleja 354 habitantes, de los cuales 175 eran hombres y 179 mujeres. Por lo tanto, la pérdida de población en el municipio para el periodo 2000-2018 ha sido de 146 habitantes, un 42 % de descenso.

## Símbolos

### Escudo
El escudo heráldico que representa al municipio fue aprobado el 13 de noviembre de 1996 con el siguiente blasón:

«Escudo partido, 1.º cuartelado, un caballero armado sobre un caballo con una lanza; 2.º en campo de plata dos cabezas de águila de roble ranversadas, y 3.º en campo de azur un monte o peñasco de sinople, con un camino, sobre ondas de agua de azur y plata y superado de un olivo»
Boletín Oficial del Estado nº 300 de 13 de noviembre de 1996

### Bandera
La bandera municipal fue aprobada también el 13 de noviembre de 1996 con la siguiente descripción textual:

«Fileteada de gules con un escudo municipal de Mieza en el centro sobre fondo blancol»
Boletín Oficial del Estado nº 300 de 13 de noviembre de 1996

## Administración y política
| Periodo   | Nombre                 | Partido | Partido                                  |
| --------- | ---------------------- | ------- | ---------------------------------------- |
| 1979-1983 | José Sánchez Martín    |         | Independiente                            |
| 1983-1991 | Vicente Pascua Martín  |         | Alianza Popular (AP)                     |
| 1991-1995 | Vicente Pascua Martín  |         | Partido Popular (PP)                     |
| 1995-2007 | Julio Fernández García |         | Partido Socialista Obrero Español (PSOE) |
| 2007-2015 | Lorenzo García Paco    |         | Partido Socialista Obrero Español (PSOE) |
| 2015-act. | Ismael García Carreto  |         | Partido Popular (PP)                     |

| Partido político                         | 2023     | 2023  | 2023       | 2019  | 2019  | 2019       | 2015  | 2015  | 2015       | 2011  | 2011  | 2011       | 2007  | 2007  | 2007       | 2003  | 2003  | 2003       |
| Partido político                         | %        | Votos | Concejales | %     | Votos | Concejales | %     | Votos | Concejales | %     | Votos | Concejales | %     | Votos | Concejales | %     | Votos | Concejales |
| Partido Popular (PP)                     | No disp. | 96    | 4          | 79,29 | 111   | 5          | 55,00 | 99    | 4          | 36,68 | 73    | 2          | 48,51 | 130   | 3          | 43,69 | 135   | 3          |
| Partido Socialista Obrero Español (PSOE) | No disp. | 46    | 1          | 14,29 | 20    | 0          | 42,22 | 76    | 3          | 63,32 | 126   | 5          | 50,37 | 135   | 4          | 55,02 | 170   | 4          |

El alcalde de Mieza no recibe ningún tipo de prestación económica por su trabajo al frente del Ayuntamiento (2017).

## Patrimonio

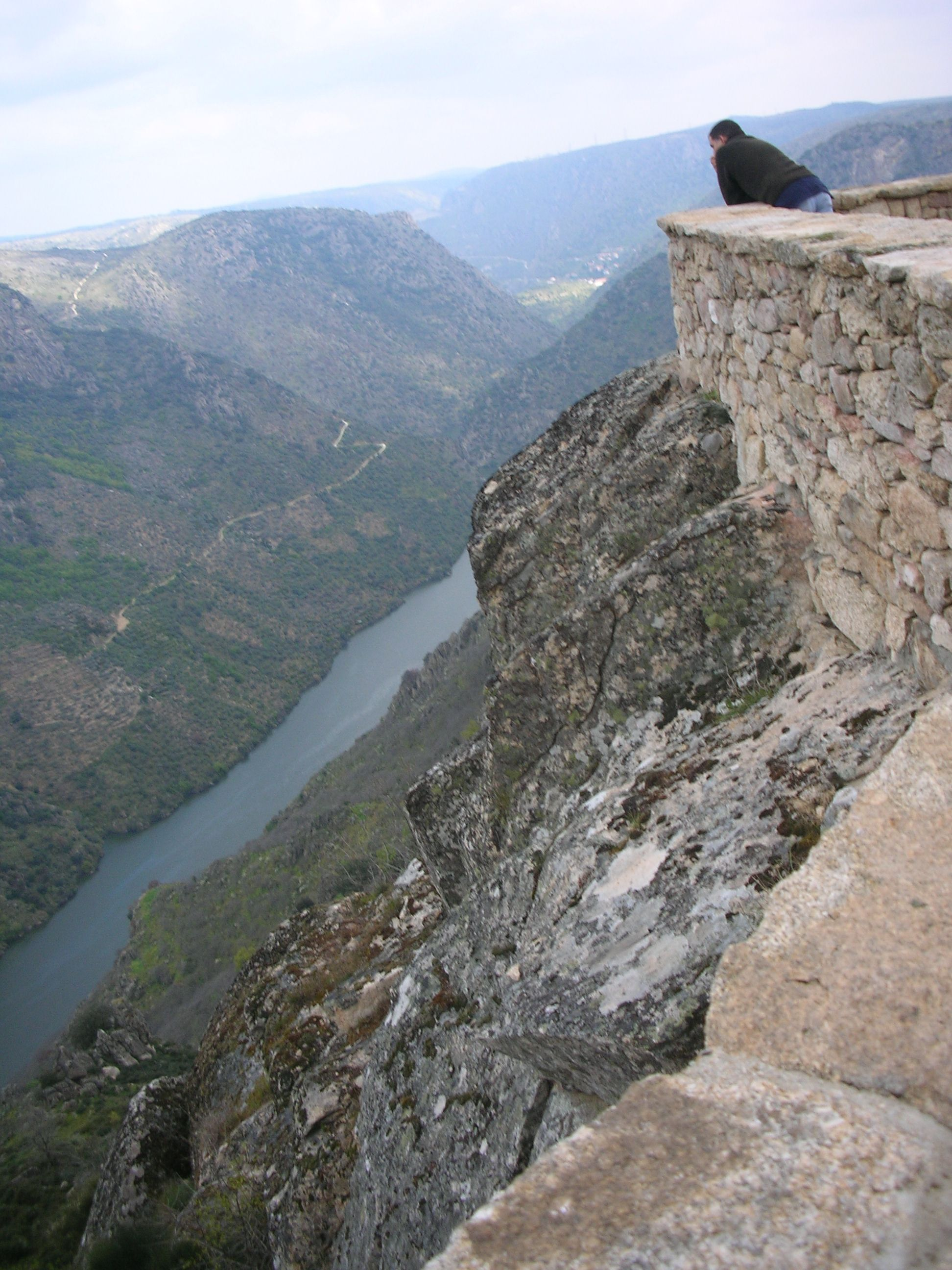
El Duero desde el mirador del Águila

- Iglesia parroquial de San Sebastián
- Ermita del Cementerio
- Ermita del Santísimo Cristo de El Humilladero

### Miradores
En Mieza existen varios miradores desde los que se pueden obtener unas amplias vistas panorámicas. 
- el mirador del Águila
- el mirador de la Code
- el mirador del Colagón del Tío Paco
- el mirador del Cura
- el mirador de la Peña de la Salve

## Fiestas

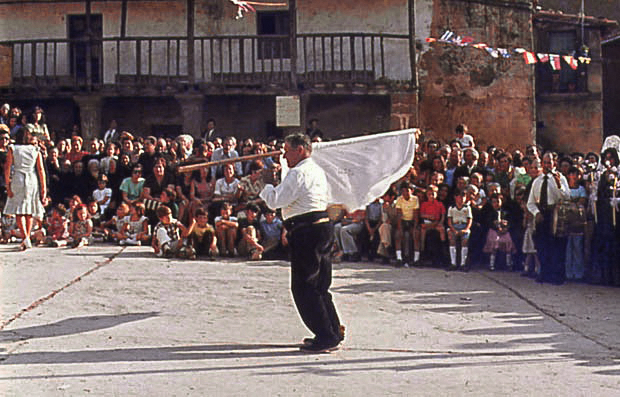
Baile de la bandera en 1984

- 20 de enero: San Sebastián
- 15 de junio: Virgen del Amparo
- 20 de agosto: Virgen de la Code
- 8 de septiembre: Virgen del Árbol